# 梅沢墨水
- 梅沢墨水
- 梅澤墨水

梅沢 墨水（うめざわ　ぼくすい、1875年（明治8年）11月19日 - 1914年（大正3年）11月29日）は明治・大正期の俳人。本名：梅沢喜代太郎。

## 略歴
1875年（明治8年）、静岡県小笠郡大須賀村に生まれる。父一貫の梅沢義塾において若くから和洋の学を修した後、東京で在留外国人から英独語を学ぶ。俳句は、18歳の頃から正岡子規に師事したが、秋声会にも出入りした。
27歳のとき、日本スレート会社大阪支店長として大阪に移住し、実業界で活躍。大阪では青木月斗、松村鬼史らと巨口会を組織したほか、「大阪朝報」俳句欄の選者を務め、関西俳壇の重鎮であった。
1914年（大正3年）、腎臓炎のため死去。遺著に、1920年（大正9年）刊行された『墨水句集』がある。

## 代表句
- 一本の椿さかりや墓の中
- からさうな色に枯れたる莨かな
- 軒の雪落ちなんとして凍りけり
- 辞世など残菊に香もなかりけり（辞世）